# 1000-km-Rennen von Monza 1985

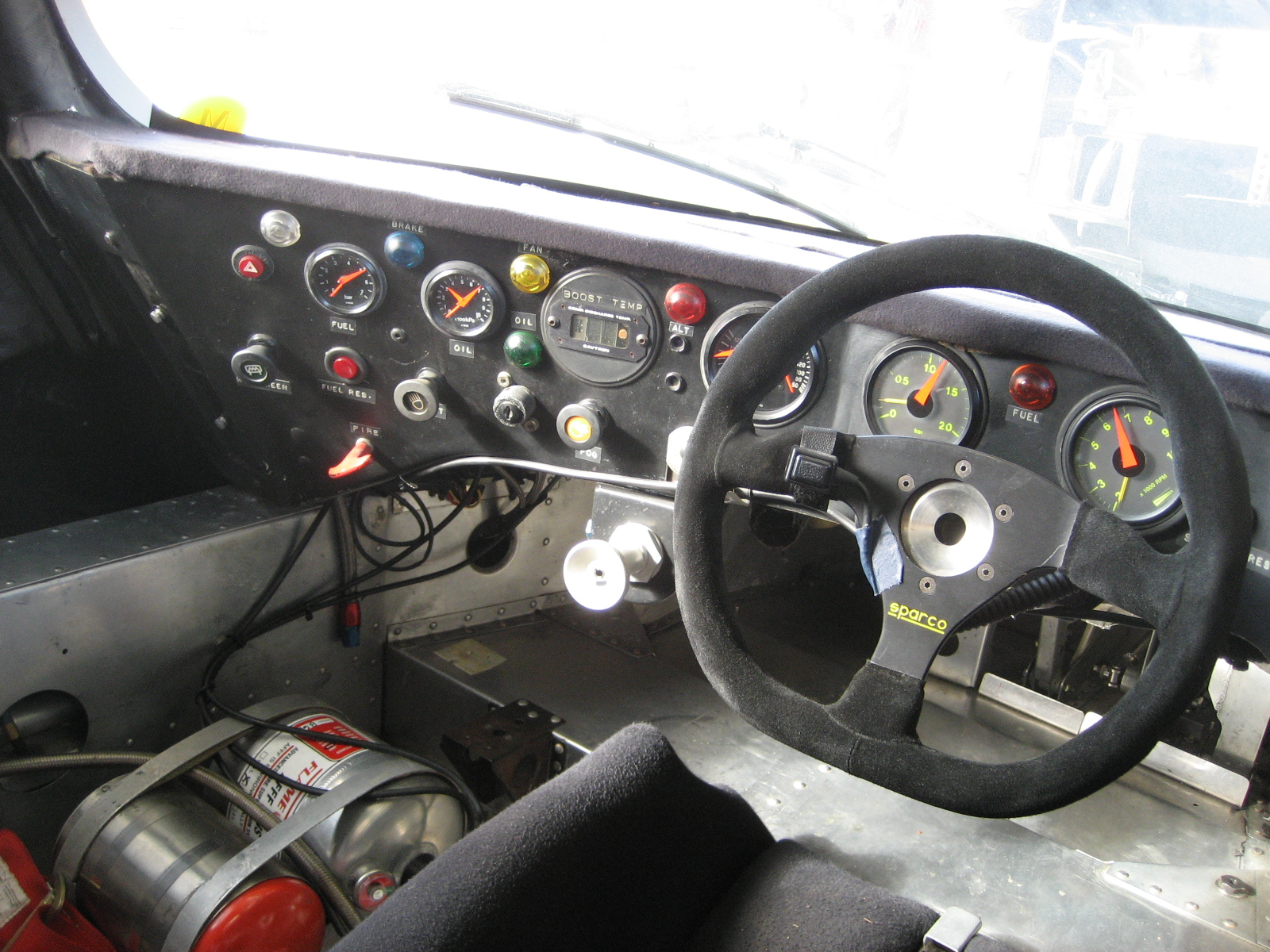
Cockpit eines Porsche 962

Das 26.  1000-km-Rennen von Monza, auch Trofeo Filippo Caracciolo, Autodromo Nazionale di Monza, fand am 28. Mai 1985 auf dem Autodromo Nazionale di Monza statt und war der zweite Wertungslauf der Sportwagen-Weltmeisterschaft dieses Jahres.

## Das Rennen
Einer der ungewöhnlichsten Gründe für einen Rennabbruch beendete in Monza die seit dem 1000-km-Rennen von Brands Hatch 1983 dauernde Siegesserie der Werks-Porsche. Nach dem Gesamtsieg von John Fitzpatrick und Derek Warwick im Fitzpatrick-Porsche 956 beim zur Sportwagen-Europameisterschaft zählenden Wertungslauf hatten die Werkswagen alle Rennen gewonnen, zu denen sie gemeldet waren. Das Rennen wurde bei schönem Frühjahrswetter gestartet. Am Nachmittag kam starker Wind auf, der die alten Bäume im Park von Monza heftig schwanken ließ. Als Mike Wilds im neuen Ecosse C285 und danach Paolo Barilla im Joest-956 mit Beschädigungen am Vorderwagen in die Boxen kamen, wollte die Rennleitung nicht recht die gemeldeten herabfallenden Äste glauben. Erst als die Fahrer über Funk meldeten, dass ein umgestürzter Baum die Fahrbahn komplett blockiere, wurde das Rennen abgebrochen. Zum Erstaunen der Teamführungen erklärte die Rennleitung bereits kurz nach dem Abbruch, dass es zu keinem Neustart kommen werde, da schweres Gerät für die Bergung des Baumes fehle. Schon im Training hatte es Unverständnis für die fehlende Professionalität der Streckensicherung gegeben. Nachdem ausgelaufenes Öl den heißen Motor des Werks-Porsche 962C von Hans-Joachim Stuck in Brand gesetzt hatte, zerstörte das Feuer den Wagen vollständig, da die Streckenposten drei Minuten benötigen, um zu dem in der Curva Grande abgestellten Porsche zu kommen. Der Schadensfall in der Höhe von 800.000 Deutschen Mark, löste eine Untersuchung der FIA aus, die jedoch im Sande verlief.
Glücklich zu ihrem Rennsieg kamen Manfred Winkelhock und Marc Surer im Kremer-Porsche 962C. Eine Runde nach dem Rennabbruch hätte Surer zum planmäßigen Tankstopp die Boxen anfahren müssen. Klassiert wurden Fahrzeuge nach der 138. Rennrunde. Da führten Surer und Winkelhock mit einem Vorsprung von einer Minute auf Derek Bell und Hans-Joachim Stuck, die im Ersatzwagen gestartet waren. Dritte wurden Riccardo Patrese und Alessandro Nannini im Lancia LC2-85.

## Ergebnisse

### Schlussklassement
| 1               | C1  | 10  | Porsche Kremer Racing           | Manfred Winkelhock Marc Surer                         | Porsche 962C    | 138 |
| 2               | C1  | 3   | Rothmans Porsche                | Hans-Joachim Stuck Derek Bell                         | Porsche 956     | 138 |
| 3               | C1  | 4   | Martini Racing                  | Riccardo Patrese Alessandro Nannini                   | Lancia LC2-85   | 138 |
| 4               | C1  | 1   | Rothmans Porsche                | Jochen Mass Jacky Ickx                                | Porsche 962C    | 138 |
| 5               | C1  | 14  | GTi Engineering                 | Jonathan Palmer Jan Lammers                           | Porsche 956 GTi | 132 |
| 6               | C1  | 19  | Brun Motorsport                 | Oscar Larrauri Massimo Sigala Renzo Zorzi             | Porsche 956     | 129 |
| 7               | C2  | 70  | Spice Engineering               | Gordon Spice Ray Bellm                                | Spice-Tiga GC85 | 127 |
| 8               | C1  | 11  | Porsche Kremer Racing           | George Fouché Sarel van der Merwe Bruno Giacomelli    | Porsche 956B    | 126 |
| 9               | C1  | 7   | Joest Racing                    | Paolo Barilla Hans Heyer                              | Porsche 956     | 125 |
| 10              | C2  | 79  | Ecurie Ecosse                   | Ray Mallock Mike Wilds                                | Ecosse C285     | 124 |
| 11              | C1  | 55  | John Fitzpatrick Racing         | Dudley Wood Klaus Niedzwiedz Manuel Lopez             | Porsche 956     | 123 |
| 12              | C2  | 90  | Jens Winther Denmark            | Jens Winther David Mercer                             | URD C83         | 112 |
| 13              | C2  | 72  | Gebhardt Motorsport             | Frank Jelinski Walter Lechner senior Günther Gebhardt | Gebhardt JC842  | 111 |
| 14              | GTX | 171 | Vittorio Coggiola               | Vittorio Coggiola Aldo Bertuzzi Gianni Giudici        | Porsche 935     | 111 |
| 15              | C2  | 75  | ADA Engineering                 | Ian Harrower Richard Jones David Duffield             | Gebhardt JC843  | 110 |
| 16              | C2  | 88  | Ark Racing                      | Chris Ashmore Max Payne David Andrews                 | Ceekar 83J-1    | 96  |
| Disqualifiziert |     |     |                                 |                                                       |                 |     |
| 17              | C1  | 18  | Brun Motorsport                 | Thierry Boutsen Stefan Bellof                         | Porsche 962C    | 138 |
| Ausgefallen     |     |     |                                 |                                                       |                 |     |
| 18              | C1  | 33  | John Fitzpatrick Racing         | Jo Gartner Kenny Acheson                              | Porsche 956B    | 104 |
| 19              | C2  | 98  | Roy Baker Promotions            | Paul Smith Will Hoy                                   | Tiga GC284      | 82  |
| 20              | C1  | 26  | Obermaier Racing                | Jürgen Lässig Hervé Regout Jesús Pareja               | Porsche 956     | 78  |
| 21              | C2  | 80  | Carma FF                        | Carlo Facetti Martino Finotto Guido Daccò             | Alba AR6        | 60  |
| 22              | C1  | 5   | Martini Racing                  | Bob Wollek Mauro Baldi                                | Lancia LC2-85   | 46  |
| 23              | C1  | 81  | Carma FF                        | Loris Kessel Almo Coppelli Jean-Pierre Frey           | Alba AR2        | 35  |
| 24              | C1  | 23  | Cheetah Automobiles Switzerland | Gianfranco Brancatelli Bernard de Dryver              | Cheetah G604    | 3   |
| 25              | C2  | 97  | Strandell Motors                | Stanley Dickens Martin Schanche                       | Strandell 85    | 3   |
| Nicht gestartet |     |     |                                 |                                                       |                 |     |
| 26              | C2  | 105 | Jens Nykjaer                    | Holger Knudsen Jens Nykjaer                           | Nykjaer         | 1   |
| 27              | C2  | 106 | Mario Fortina                   | Mario Fortina Carlo Franchi                           | Fortuna         | 2   |
| 28              | C1  | 1T  | Rothmans Porsche                | Jacky Ickx Jochen Mass Derek Bell                     | Porsche 956     | 3   |
| 29              | C1  | 2   | Rothmans Porsche                | Hans-Joachim Stuck Derek Bell                         | Porsche 962C    | 4   |
| 30              | C1  | 5T  | Martini Racing                  | Lucio Cesario                                         | Lancia LC2      | 5   |

1 Kupplungsschaden im Training
2 Unfall im Training
3 Ersatzwagen
4 Wagenbrand Im Training
5 Ersatzwagen

### Nur in der Meldeliste
Hier finden sich Teams, Fahrer und Fahrzeuge, die ursprünglich für das Rennen gemeldet waren, aber aus den unterschiedlichsten Gründen daran nicht teilnahmen.
| Pos. | Klasse | Nr. | Team                | Fahrer                                         | Chassis        |
| ---- | ------ | --- | ------------------- | ---------------------------------------------- | -------------- |
| 31   | C1     | 8   | Joest Racing        | Paul Belmondo Louis Krages                     | Porsche 956B   |
| 32   | C1     | 20  | Brun Motorsport     |                                                | Porsche 962    |
| 33   | C2     | 73  | Gebhardt Motorsport |                                                | Gebhardt JC843 |
| 34   | C2     | 82  | Grifo Autoracing    | Paolo Giangrossi Pasquale Barberio             | Alba AR3       |
| 35   | C2     | 102 | Martin Wagenstetter | Martin Wagenstetter Kurt Hild                  | Lotec C302     |
| 36   | C2     | 103 | AK Donit Olimpia    | Francy Jeranćić Carlo Franchi Anton Fischhaber | Lola T600      |
| 37   | B      | 151 | Helmut Gall         | Helmut Gall Edgar Dören Walter Maurer          | BMW M1         |
| 38   | B      | 154 | Luigi Colzani       | Luigi Colzani                                  | Porsche 930    |
| 39   | B      | 154 | Luigi Colzani       | Luigi Colzani                                  | Porsche 930    |
| 40   | B      | 155 | Hobby Rallye        | Olindo Del-Thé Fabio Cavalli                   | Porsche 930    |

### Klassensieger
| Klasse | Fahrer             | Fahrer        | Fahrer         | Fahrzeug        | Platzierung im Gesamtklassement |
| ------ | ------------------ | ------------- | -------------- | --------------- | ------------------------------- |
| C1     | Manfred Winkelhock | Marc Surer    |                | Porsche 962C    | Gesamtsieg                      |
| C2     | Gordon Spice       | Ray Bellm     |                | Spice-Tiga GC85 | Rang 7                          |
| GTX    | Vittorio Coggiola  | Aldo Bertuzzi | Gianni Giudici | Porsche 935     | Rang 14                         |

### Renndaten
- Gemeldet: 40
- Gestartet: 25
- Gewertet: 16
- Rennklassen: 3
- Zuschauer: 16.000
- Wetter am Renntag: trocken und starker Wind
- Streckenlänge: 5,800 km
- Fahrzeit des Siegerteams: 4:04:41,430 Stunden
- Gesamtrunden des Siegerteams: 138
- Gesamtdistanz des Siegerteams: 800,400 km
- Siegerschnitt: 196,264 km/h
- Pole Position: Riccardo Patrese – Lancia LC2-85 (#4) – 1:31,000 = 229,451 km/h
- Schnellste Rennrunde: Riccardo Patrese – Lancia LC2-85 (#4) – 1:40,040 = 208,718 km/h
- Rennserie: 2. Lauf zur Sportwagen-Weltmeisterschaft 1985